# Mohamed Ouahbi
Mohamed Ouahbi (7 september 1976) is een Marokkaans-Belgische voetbalcoach. Sinds 2016 is hij opnieuw beloftentrainer bij RSC Anderlecht.

## Biografie
Mohamed Ouahbi groeide op in Brussel, waar hij een lerarenopleiding volgde aan de School Charles Buls. Zijn trainerscarrière startte hij bij de jeugd van RSC Anderlecht, waar hij mocht samenwerken met talentvolle spelers als Youri Tielemans, Aaron Leya Iseka, Charly Musonda jr. en Adnan Januzaj. Ouahbi, die ook over een UEFA A-diploma beschikt, werkte zich op binnen de jeugdopleiding van de club. In 2012 volgde hij René Peeters, die assistent-coach werd bij het eerste elftal, op als beloftencoach. Met het elftal onder 21 jaar bereikte Ouahbi in het seizoen 2014/15 de halve finale van de UEFA Youth League. Na afloop van het seizoen keerde Peeters terug naar het beloftenelftal en werd Ouahbi de nieuwe assistent van hoofdcoach Besnik Hasi.